# Partit Laborista de Tanzània
El Partit Laborista de Tanzània (en anglès: Tanzania Labour Party o TLP) és un partit polític d'oposició a Tanzània.

## Història electoral

### Eleccions presidencials[3][4]
| Elecció | Candidat de partit        | Vots               | %                  | Resultat           |
| ------- | ------------------------- | ------------------ | ------------------ | ------------------ |
| 1995    | No es va presentar        | No es va presentar | No es va presentar | No es va presentar |
| 2000    | Augustine Mrema           | 637,115            | 7.80%              | Perdut             |
| 2005    | Augustine Mrema           | 84,901             | 0.75%              | Perdut             |
| 2010    | Muttamwega Bhatt Mgayhwa  | 17,462             | 0.21%              | Perdut             |
| 2015    | Machmillan Elifatio Lyimo | 8,198              | 0.05%              | Perdut             |

### Eleccions d'Assemblea nacional[3][4]
| Elecció | Vots    | %     | Escons         | +/– | Posició | Govern   |
| ------- | ------- | ----- | -------------- | --- | ------- | -------- |
| 1995    | 27,963  | 0.43% | 0 / 285 (0٪)   | 0=  | 9è      | Oposició |
| 2000    | 652,504 | 9.19% | 5 / 285 (1.8٪) | 5   | 3r      | Oposició |
| 2005    | 306,219 | 2.83% | 1 / 324 (0.3٪) | 4   | 4t      | Oposició |
| 2010    | 51,003  | 0.66% | 1 / 350 (0.3٪) | 1   | 6è      | Oposició |
| 2015    | 13,098  | 0.09% | 0 / 367 (0٪)   | 1   | 9è      | Oposició |